# 南摩紀麿
南摩 紀麿（なんま のりまろ、‐1936年）は、日本の柔道家。四段。
背負落の創始者として知られ、その背負投とも異なる独特の技法は、『南摩落』とも呼ばれた。講道館の創始後の発展期に活躍した。

## 著書
- 『柔道正解』（大阪屋号書店、1928年）[1]